# MiRo (robot)
Cet article concerne le robot MiRo. Pour la raffinerie de pétrole en Allemagne, voir MiRO (raffinerie de pétrole).
Pour les articles homonymes, voir Miro.

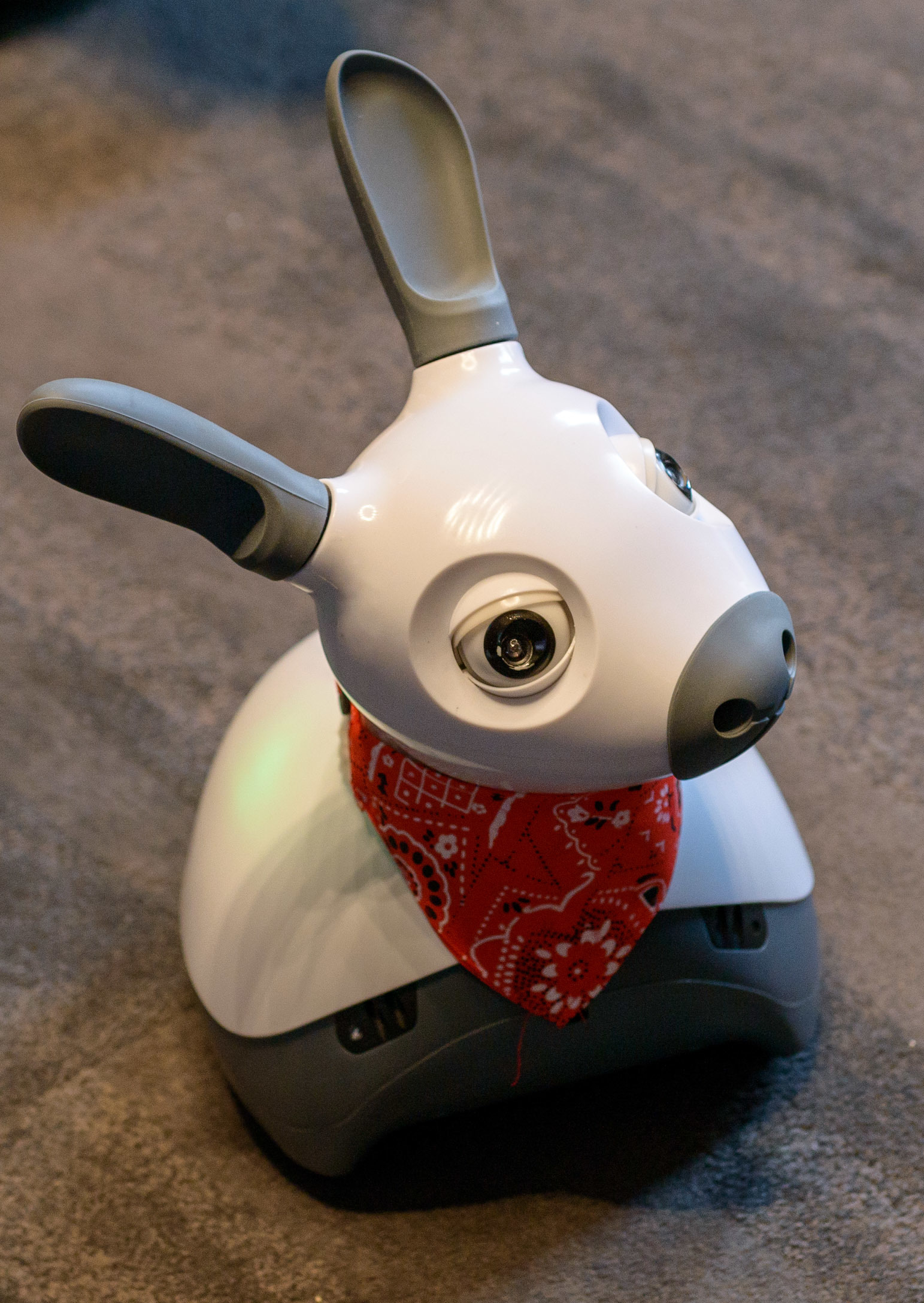
Le robot MiRo portant un bandana décoratif.

MiRo est un robot social zoomorphe développé par la société britannique Consequential Robotics, en collaboration avec l'Université de Sheffield,.

## Description
Conçu comme un robot animaloïde et ressemblant à un chien, il ne parle pas, mais émet des sons ressemblants aux sons produits par les mammifères. Il reprend également des mammifères leurs grands yeux qui le rendent mignon.
Le robot MiRo est doté de différents capteurs (caméras, accéléromètres, photodétecteurs, sonar...)  qui lui permettent de traiter des stimuli visuels, tactiles et des changements d'environnement, afin d'y répondre grâce à des haut-parleurs, des diodes ou encore des mouvements du corps (des parties de son corps, notamment sa tête, ses paupières ou encore sa queue, sont mobiles),.

## Rôle thérapeutique
L'un des objectifs de ce projet est d'en faire un robot de compagnie permettant d'améliorer la santé mentale et physique de ses usagers, par analogie avec les animaux de compagnie. Selon des chercheurs de l'Université de Portsmouth, le robot présente des avantages similaires aux chiens de thérapie, avec l'avantage de convenir à des personnes allergiques ou cynophobes, et de ne pas poser la question de la fatigue et du stress des chiens thérapeutique,, leur constituant donc une « alternative appropriée »,.
La plupart des exemples d'utilisation du robot sont auprès des personnes âgées, en raison notamment des fonctionnalités adaptées à ce public, telles que l'interaction avec le robot via un bracelet connecté qui permet aussi de surveiller les signes vitaux du porteur,, ou encore la détection de perte de connaissance, permettant au robot d'alerter les personnes appropriées s'il retrouve l'usager inconscient.
La crise liée à la pandémie de coronavirus ayant souligné l'isolement de certaines personnes âgées, un groupe de l'Université Curtin à Perth (Australie) a lancé à la fin de l'année 2020 une intervention basée sur le robot MiRo pour interagir avec les résidents d'un établissement gériatrique, dans le but d'améliorer leur quotidien.